# Memorial de război

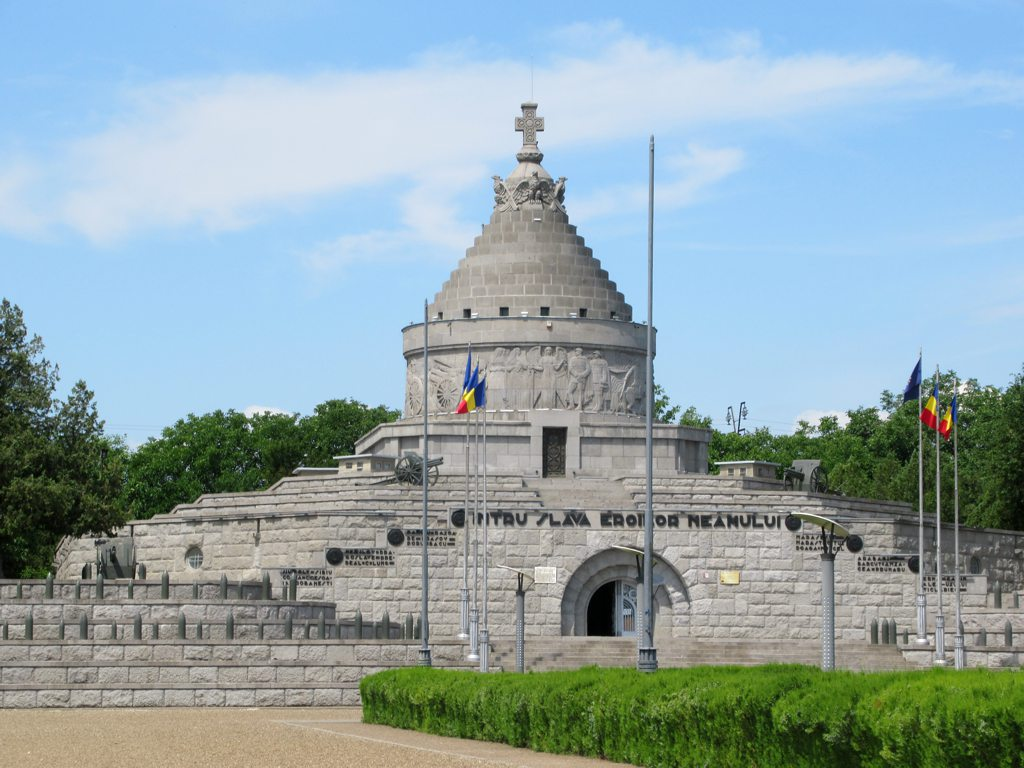
Mausoleul de la Mărășești

Un memorial de război este un monument, o clădire, o statuie sau un alt edificiu care celebrează un război, o victorie sau (predominant în timpurile moderne) îi comemorează pe cei care au murit sau au fost răniți în război.
Memorialele de război sunt de mai multe tipuri:
- cenotafuri (monumente mortuare care nu conțin nici un corp), amplasate în general în centrul unei localități
- mausolee, monumente naționale ridicate pe câmpurile de luptă (de exemplu, la Mărășești), sau în cimitirele militare care conțin mormintele soldaților

## Simbolism

### Utilizare istorică
S-a sugerat că cel mai vechi memorial de război cunoscut din lume este Monumentul Alb de la Tell Banat, guvernoratul Alep, Siria, care datează din mileniul al III-lea î.Hr. și pare să fi implicat înmormântarea sistematică a luptătorilor dintr-o armată de stat.

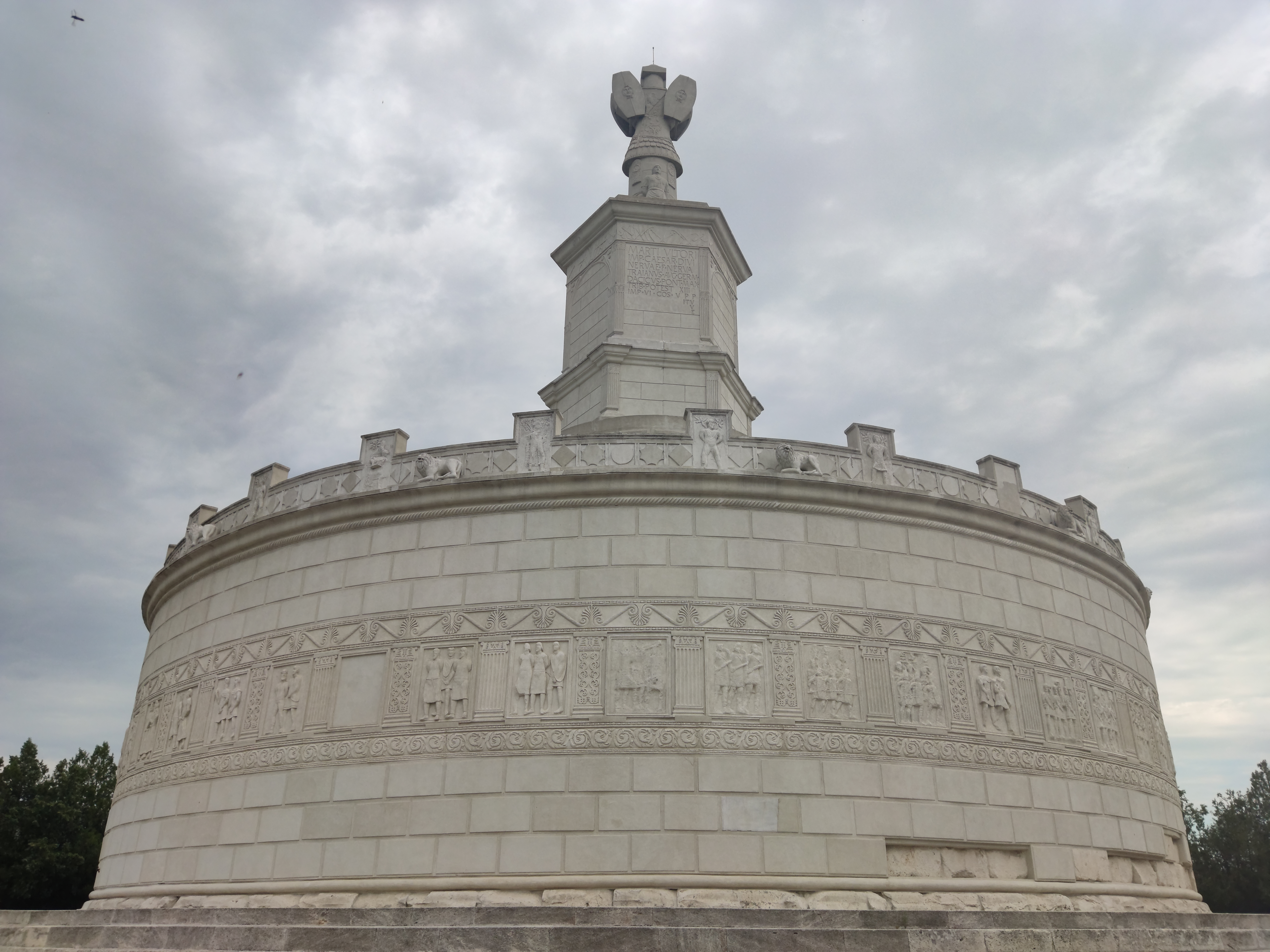
Tropaeum Traiani, Adamclisi, județul Constanța

Cel mai vechi memorial de război din Regatul Unit este cel de la „All Souls College” al Universității Oxford. Acesta a fost fondat în 1438 cu prevederea ca membrii săi să se roage pentru cei uciși în timpul lungilor războaie cu Franța.
Monumentele comemorative de război pentru Războiul franco-prusac (1870-71) au fost primele din Europa în care soldații de rând au fost comemorați pe nume. Fiecare soldat care a fost ucis a primit un loc de odihnă permanent ca parte a termenilor Tratatului de la Frankfurt (1871).
Pentru a comemora milioanele de oameni care au murit în Primul Război Mondial, monumentele comemorative de război au devenit ceva obișnuit în comunitățile mari și mici din întreaga lume.

### Utilizare modernă
În epoca modernă, principala intenție a monumentelor comemorative de război nu este de a glorifica războiul, ci de a-i onora pe cei care au murit. Uneori, ca în cazul îngenunchierii de la Varșovia a lui Willy Brandt din 1970, acestea pot servi și ca puncte de focalizare pentru creșterea înțelegerii între inamicii de odinioară.
Cu ajutorul tehnologiei moderne, un proiect internațional arhivează în prezent toate mormintele de război din Commonwealth de după 1914 și monumentele comemorative ale Commonwealth War Graves Commission pentru a crea un memorial virtual.

## Istorie

### Primul Război Mondial
În timpul Primul Război Mondial, multe națiuni au fost marcate de distrugeri și pierderi masive de vieți omenești. Mai mulți oameni și-au pierdut viața în est decât în vest, dar rezultatul a fost diferit. În vest, și ca răspuns la victoria obținută acolo, majoritatea orașelor din țările implicate în conflict au ridicat monumente comemorative, iar monumentele din satele și orașele mai mici enumerau adesea numele fiecărui soldat local care fusese ucis, în plus (în ceea ce privește decizia francezilor și britanicilor din 1916 de a construi cimitire proiectate de guvern) față de faptul că numele lor au fost înregistrate pe pietre funerare militare, adesea împotriva voinței celor direct implicați și fără nicio posibilitate de alegere în Imperiul Britanic (ale cărui morminte de război erau administrate de Comisia Imperială a Mormintelor de Război). Au fost construite, de asemenea, monumente masive care comemorează mii de morți fără morminte de război identificate, cum ar fi Poarta Menin de la Ypres și memorialul Thiepval de pe Somme.

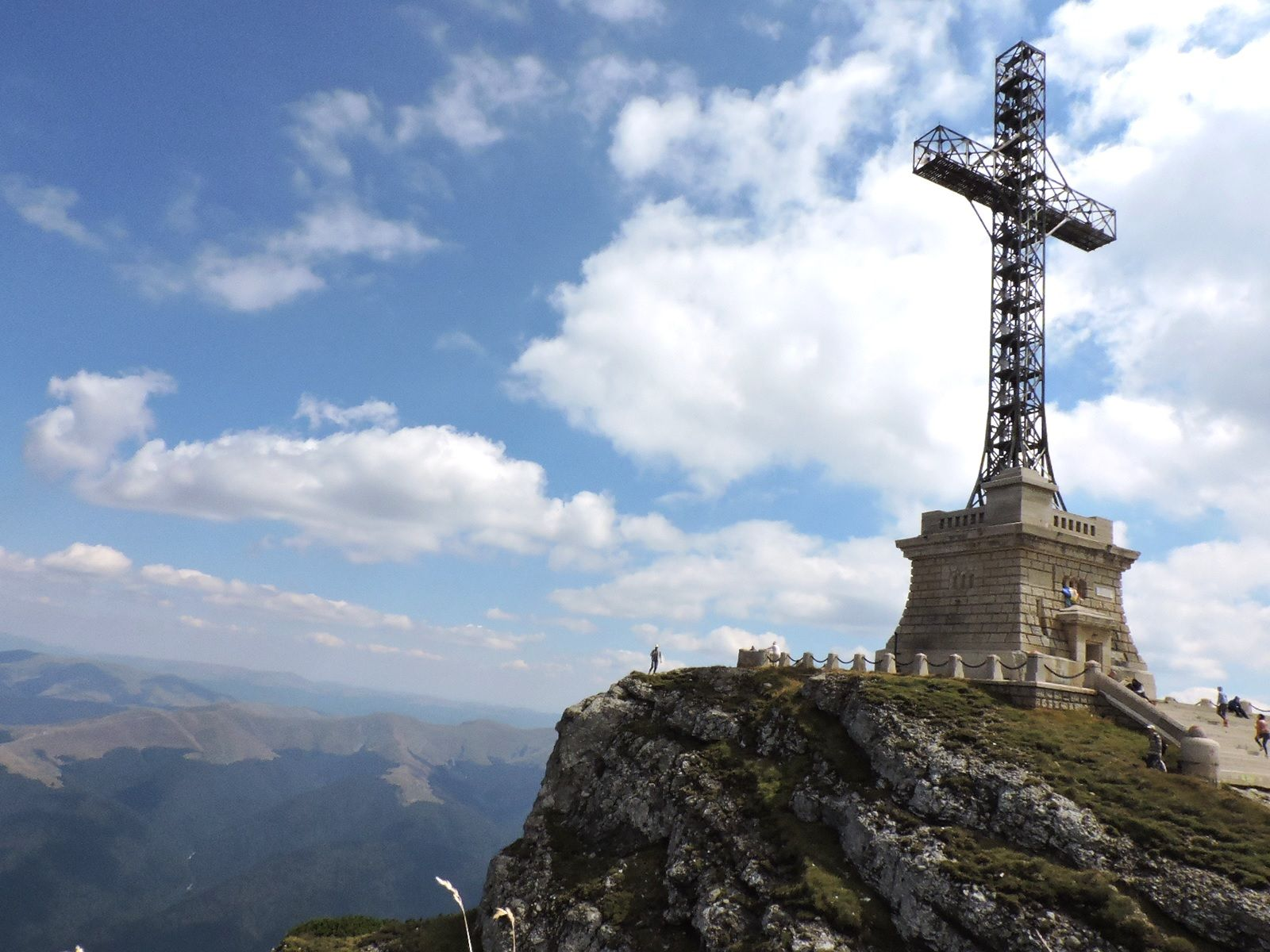
Crucea Eroilor de pe Muntele Caraiman

Liberty Memorial, situat în Kansas City, Missouri, este un memorial dedicat tuturor americanilor care au servit în Marele Război. Din diverse motive legate de caracterul lor, se poate spune că același lucru se aplică și în cazul anumitor memoriale guvernamentale din Regatul Unit (Cenotaful din Londra, referitor la Imperiu în general, și Memorialul Național de Război al Scoției din Edinburgh, de asemenea cu referire la Imperiu, dar cu legături speciale cu Regatul Unit, fiind inaugurat de Prințul de Wales în 1927, regele și regina fiind primii vizitatori și contribuitori ai unui sicriu cu numele scoțienilor pentru a fi adăugat în cadrul sanctuarului). În Maryland, în centrul orașului Baltimore, în fața Primăriei din Baltimore, la vest, se află o piațetă geometrică pavată cu copaci, cu clădirea War Memorial Building la est, cu un mare auditoriu civic decorat cu marmură și un muzeu istoric și al veteranilor dedesubt, proiectat de Laurence Hall Fowler, inaugurat în 1925.
În România, Mausoleul de la Mărășești este un monument istoric dedicat eroilor Primului Război Mondial, ridicat pe locul în care, în vara anului 1917, s-au desfășurat luptele soldate cu victoria trupelor române, dar în care au pierit 480 de ofițeri și 21.000 de soldați români. Actualmente mausoleul adăpostește rămășițele a 5073 de soldați și ofițeri. Crucea Eroilor de pe Muntele Caraiman, denumită oficial „Crucea comemorativă a eroilor români din Primul Război Mondial”, este un monument construit între anii 1924-1928 în apropiere de Vârful Caraiman din munții Bucegi, la mare altitudine (2291 m), pentru a cinsti memoria celor 30.000 de militari români căzuți în luptele de pe Valea Prahovei, în Primul Război Mondial. Arcul de Triumf din București este un alt monument care comemorează participarea României în Primul Război Mondial.

### Monumente comemorative de război pacifiste și cele referitoare la război și pace
După Primul Război Mondial, unele orașe din Franța au ridicat monumente comemorative de război pacifiste. În loc să comemoreze morții glorioși, aceste monumente comemorative denunță războiul cu figuri de văduve și copii îndurerați și nu de soldați. Astfel de memoriale au provocat furie în rândul veteranilor și al militarilor în general. Cel mai faimos este cel de la Gentioux-Pigerolles, în departamentul Creuse. Sub coloana care enumerează numele celor căzuți se află un orfan în bronz care arată spre o inscripție „Maudite soit la guerre” (Blestemat fie războiul). Sentimentele au fost atât de mari încât memorialul a fost inaugurat oficial abia în 1990, iar soldații din tabăra militară din apropiere aveau ordin să întoarcă capul când treceau pe lângă el. Un alt astfel de memorial se află în micul oraș Équeurdreville-Hainneville (fost Équeurdreville) din departamentul Manche. Aici, statuia reprezintă o văduvă îndurerată cu doi copii mici.

### Al Doilea Război Mondial și ulterior

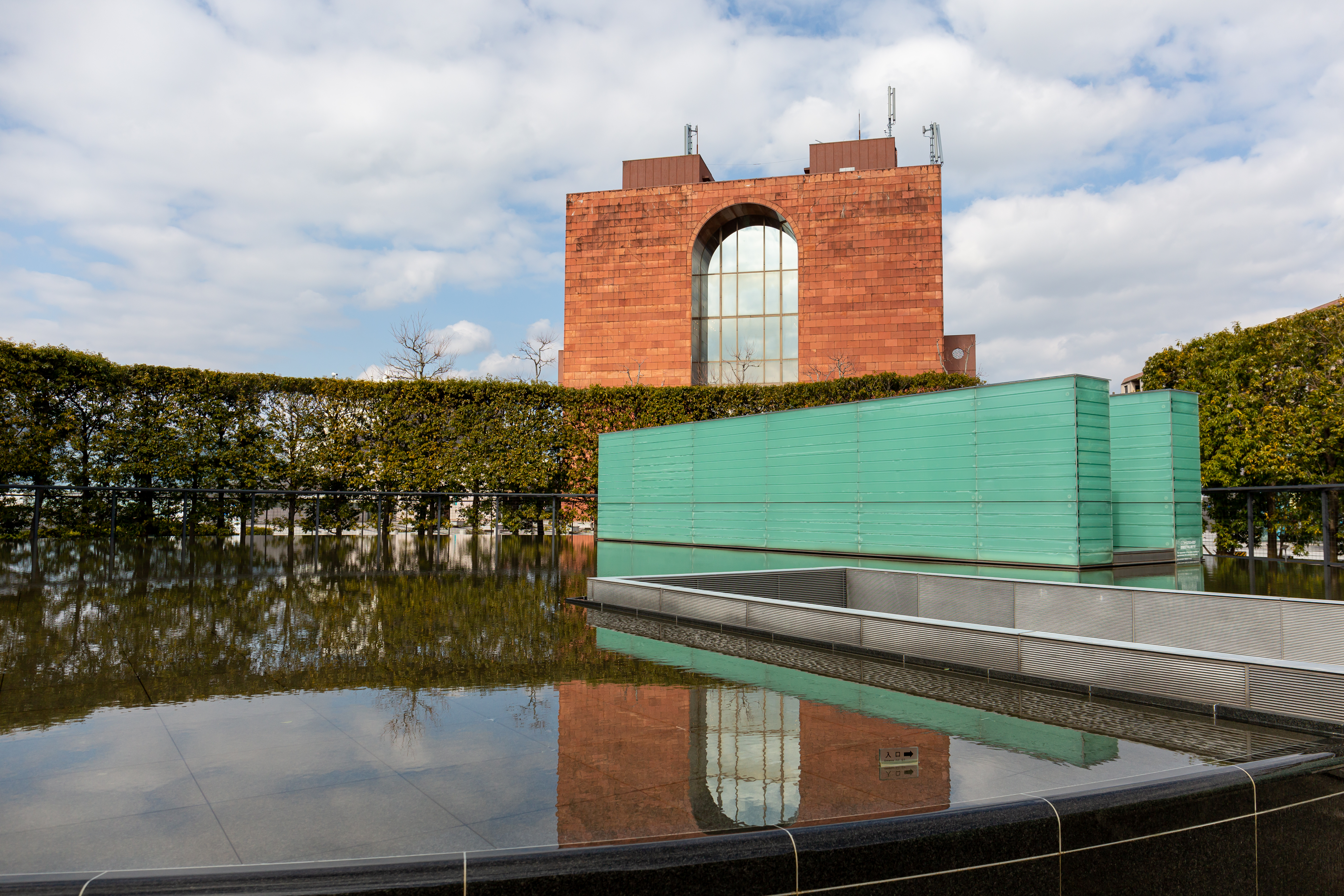
Intrarea la Memorialul Păcii din Nagasaki, Japonia

În multe cazuri, monumentele comemorative din Primul Război Mondial au fost ulterior extinse pentru a afișa și numele localnicilor care au murit în cel de-al Doilea Război Mondial.
De atunci, monumentele comemorative pentru cei morți în alte conflicte, cum ar fi Războiul din Coreea și Războiul din Vietnam, au remarcat, de asemenea, contribuțiile individuale, cel puțin în Occident.

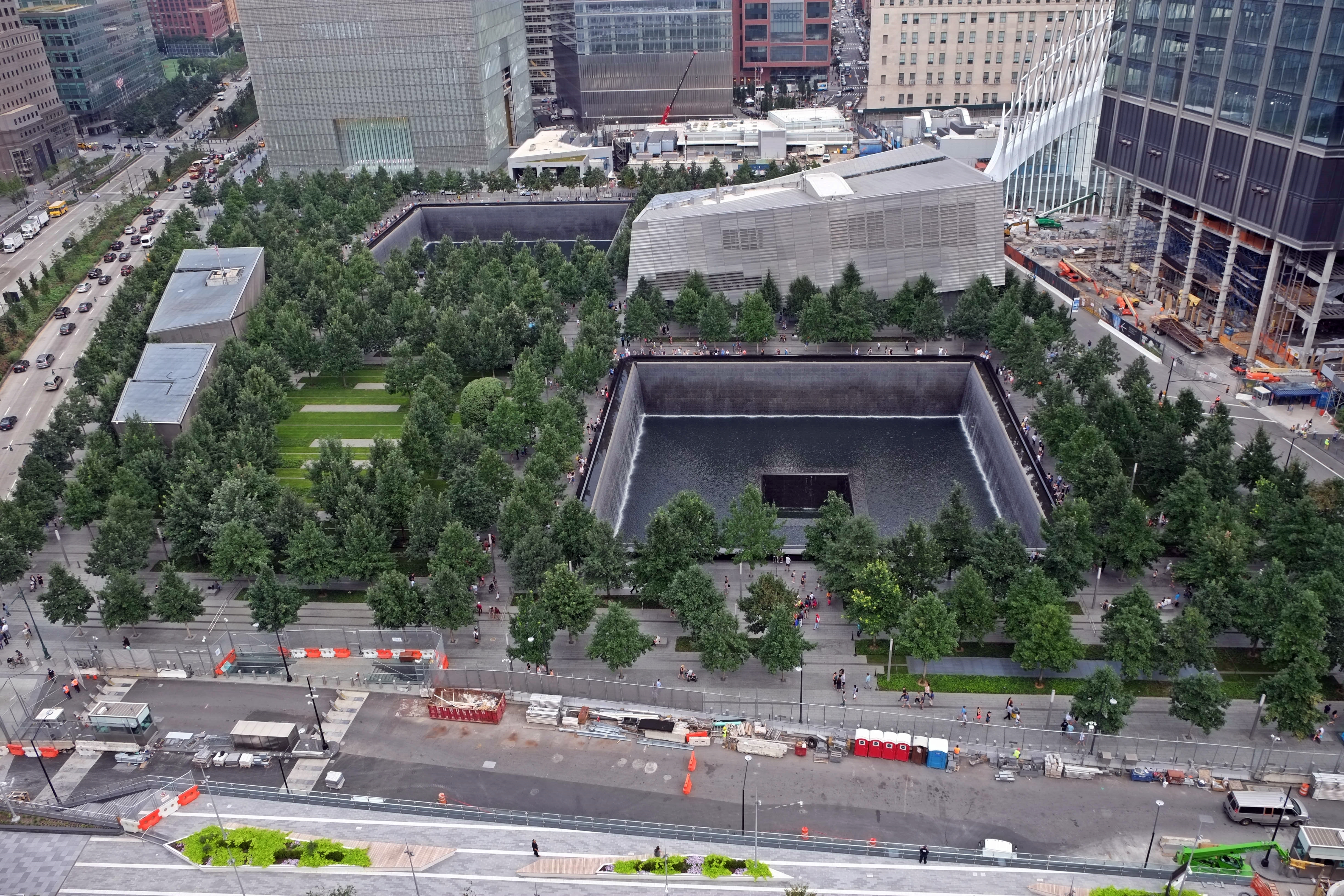
Memorialul și Muzeul Național 11 septembrie din New York

În ceea ce privește acțiunile care pot avea o legătură istorică cu războaiele mondiale, chiar dacă acest lucru nu este, indiferent de motiv, un subiect de discuție generală (de exemplu, ocuparea de către forțele occidentale, în anii 1920, a Palestinei și a altor zone care reprezintă patria arabilor din Orientul Apropiat, urmată optzeci de ani mai târziu, în 2001, de atacul din 11 septembrie asupra New York-ului și a altor zone din Statele Unite), sunt proiectate și construite memoriale similare, semnificative din punct de vedere istoric și arhitectural („Memorialul național 11 septembrie”).

## Tipuri de memoriale

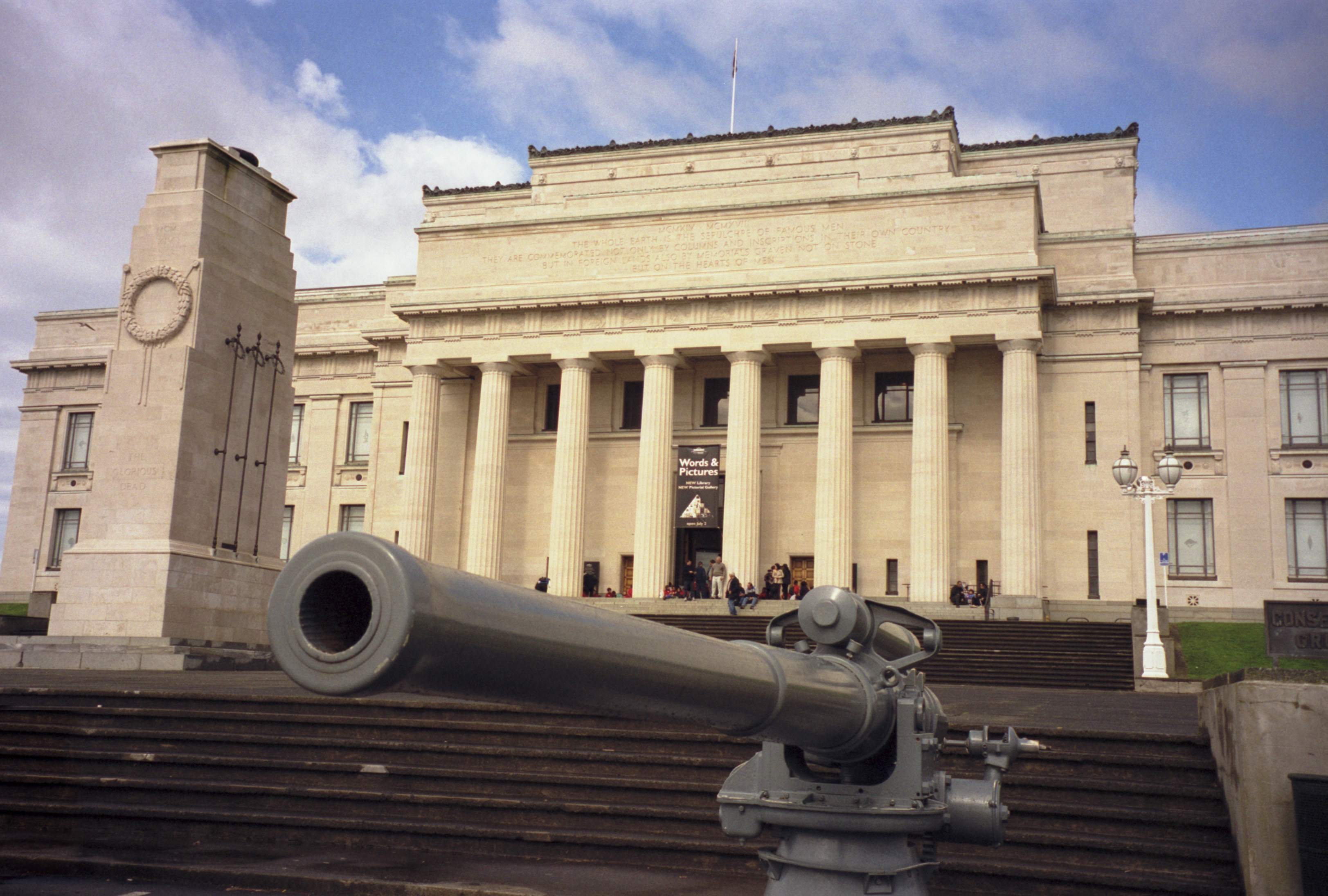
Muzeul Memorial de Război și cenotaful din Auckland, Noua Zeelandă

- Monumentele comemorative de război pot diferi semnificativ în ceea ce privește tipul și compoziția. Multe monumente comemorative de război iau adesea forma unui monument sau a unei statui tradiționale, în timp ce altele constau în clădiri întregi, care conțin adesea un muzeu, în timp ce altele sunt simple plăci. Monumentele comemorative de război pot lua o varietate de alte forme, inclusiv, dar fără a se limita la acestea, grădini comemorative, stadioane, flăcări veșnice, piețe urbane, vitralii, porți de acces, fântâni și/sau bazine cu apă, echipamente militare și parcuri.
- Monumentele comemorative de război servesc adesea drept loc de întâlnire pentru serviciile comemorative. Ca atare, acestea se găsesc adesea în apropierea centrului orașului sau sunt cuprinse într-un parc sau într-o piață pentru a permite accesul ușor al publicului.
- Multe memoriale de război poartă plăci pe care sunt enumerate numele celor care au murit în luptă. Uneori, aceste liste pot fi foarte lungi. Unele monumente comemorative de război sunt dedicate unei anumite bătălii, în timp ce altele au un caracter mai general și poartă inscripții care enumeră diverse teatre de război.
- Multe monumente comemorative de război au epitafuri referitoare la unitatea, bătălia sau războiul pe care îl comemorează.

În anii care au urmat sfârșitului Primului Război Mondial, în Statele Unite a avut loc o dezbatere aprinsă cu privire la faptul dacă monumentele comemorative ar trebui să fie de tipul standard creat după Războiul Civil sau un tip mai progresist de „monumente vii”. Acestea au constat în poduri, parcuri, biblioteci, terenuri de joacă, centre comunitare, auditoriu civic și terenuri de atletism. Printre exemple se numără „Soldier Field” și „Veterans Stadium”.
Monumentele comemorative subacvatice sunt în slujba veteranilor și soldaților care au servit ca scafandri în timpul misiunilor lor de război.

## În cimitire

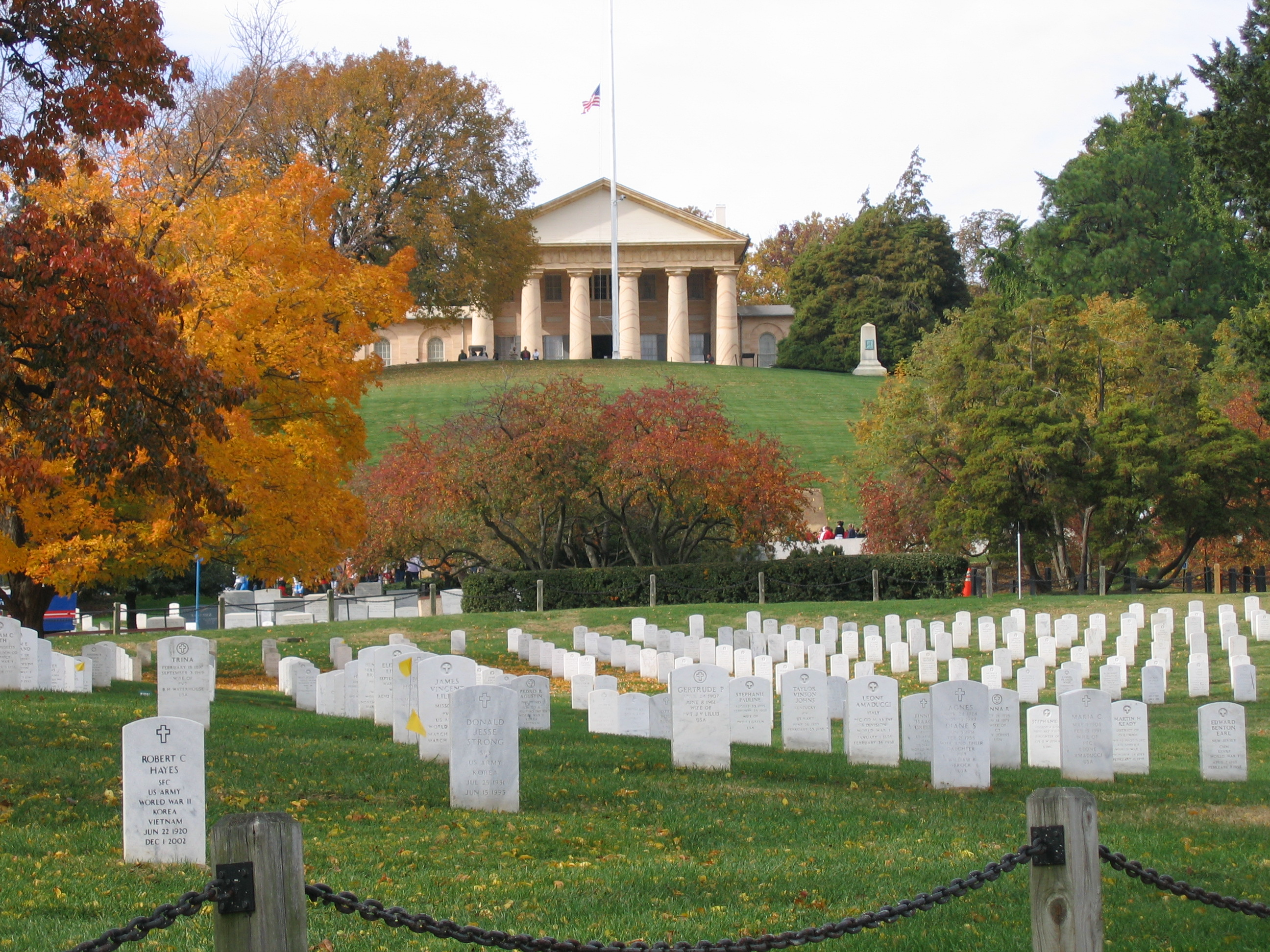
Cimitirul Național Militar din Arlington, Virginia, Statele Unite ale Americii

Multe cimitire îngrijite de „Comisia pentru mormintele de război din Commonwealth” (Commonwealth War Graves Commission) au un monument de război identic, numit „Crucea Sacrificiului” (Cross of Sacrifice), proiectat de Sir Reginald Blomfield, care variază în înălțime de la 18 la 32 de metri, în funcție de mărimea cimitirului. În cazul în care există o mie sau mai multe înmormântări, un cimitir al Commonwealth-ului va conține o „Piatră a Amintirii” (Stone of Remembrance), proiectată de Sir Edwin Lutyens, cu cuvinte din Înțelepciunea lui Sirach: „Numele lor trăiește în veci”; toate Pietrele Amintirii au o lungime de 1,6 m și o înălțime de 1,5 m, cu trei trepte care duc la ele.
Cimitirul Național Militar din Arlington, unul dintre cele două cimitire din Sistemul Național de Cimitire al Statelor Unite ale Americii care sunt întreținute de Armata Statelor Unite ale Americii, are o Cruce canadiană de sacrificiu cu numele tuturor cetățenilor din SUA care și-au pierdut viața luptând în cadrul forțelor canadiene în timpul Războiului din Coreea și al celor două războaie mondiale.